# جامعة أوكلاند للتكنولوجيا
جامعة أوكلاند للتكنولوجيا هي جامعة عامة في نيوزيلندا تأسست عام 2000. تقع في مدينة أوكلاند.

## إحصائيات

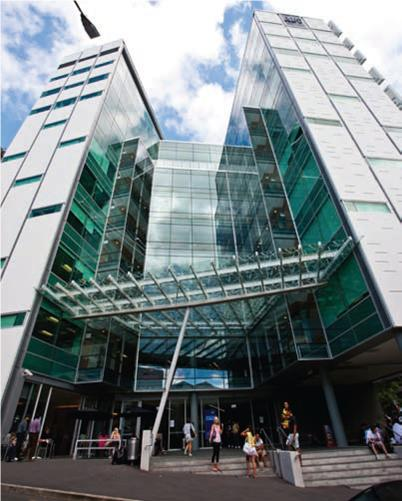
مبنى حرم الجامعة في مديمة اوكلاند

يبلغ عدد طلاب الجامعة 27,299 طالب.